# Миллес, Ольга
Ольга Миллес, урождённая Граннер (швед. Olga Milles; 24 января 1874, Грац — 3 января 1967, Грац) — шведская художница австрийского происхождения, жена скульптора Карла Миллеса.

## Биография и творчество
Ольга Граннер родилась в Граце (Австрия) в 1874 году. Она с ранних лет проявляла способности к живописи, и уже в двенадцатилетнем возрасте получила стипендию на обучение в Landschaftliche Zeichenakademie. Впоследствии она продолжила учиться живописи в Париже и Мюнхене, и вскоре стала востребованным художником с большим количеством заказов. В основном Ольга писала портреты австрийских аристократов и их детей.
Ольга была чрезвычайно религиозна и даже подумывала о том, чтобы найти место учительницы рисования в женском монастыре. Выйти замуж она не стремилась, однако в 1898 году познакомилась в Париже со шведским скульптором Карлом Миллесом и его сестрой Рут Миллес. Когда Карл сделал Ольге предложение, она изначально ответила отказом, поскольку хотела полностью посвятить себя искусству. Тем не менее в 1900 году состоялась их тайная помолвка, а в 1905 году — бракосочетание в Граце. Через год после свадьбы Ольга переехала с мужем в Швецию. Детей у супругов не было.
В 1906 году началось строительство Миллесгордена: дома и окружающего его парка. Однако, по всей видимости, этим проектом гораздо больше интересовался Карл, чем Ольга. Она тосковала по дому, испытывала неуверенность в собственном искусстве, а грандиозность Миллесгордена её подавляла. Поэтому она предпочитала проводить больше времени с родителями в Граце.
После замужества Ольга продолжала заниматься живописью, хоть и в меньшем объёме. Далеко не все её произведения сохранились, поскольку она была крайне самокритична и, вероятно, уничтожила часть своих картин и набросков. В 1931 году Карл Миллес был приглашён преподавать в Крэнкбрукскую академию художеств в Детройте, и последующие 20 лет супруги провели в США, вернувшись в Швецию лишь в 1951 году.
После смерти Карла Миллеса в 1955 году Ольга вернулась в родной Грац, где умерла в 1967 году в возрасте 93 лет. Её прах был доставлен в Швецию и похоронен в Миллесгордене.